# ماريان س. شارب
ماريان س. شارب (بالإنجليزية: Marianne C. Sharp)‏ هي محرِّرة أمريكية، ولدت في 28 أكتوبر 1901، وتوفيت في 2 يناير 1990 في سولت ليك في الولايات المتحدة.